# Dubiepeira amacayacu
Dubiepeira amacayacu là một loài nhện trong họ Araneidae.
Loài này thuộc chi Dubiepeira. Dubiepeira amacayacu được Herbert Walter Levi miêu tả năm 1991.